# Gentianella roseolilacina
Gentianella roseolilacina är en gentianaväxtart som först beskrevs av Ernest Friedrich Gilg, och fick sitt nu gällande namn av J. Pringle. Gentianella roseolilacina ingår i släktet gentianellor, och familjen gentianaväxter. Inga underarter finns listade i Catalogue of Life.